# Johnny Mack Brown
College Football Hall of Fame 1957
Johnny Mack Brown, né le 1er septembre 1904 à Dothan (Alabama) et mort le 14 novembre 1974 à Los Angeles (Californie), est un acteur et joueur de football américain.

## Biographie
Il naît et grandit à Dothan, en Alabama, dans une fratrie de huit frères et sœurs. Ses parents, Ed et Mattie Brown, sont commerçants.
Star de l'équipe de football américain de son lycée, il obtient une bourse de football pour l'Université de l'Alabama. Son petit frère, Tolbert « Red » Brown, joue avec « Mack » en 1925.
Après avoir terminé ses études universitaires, il est vendeur d'assurances puis entraîneur de l'équipe de football de l'Université d'Alabama.

### Football américain
Il joue au football américain lors des saisons 1924 et 1925 en NCAA Division I FBS pour le Crimson Tide de l'Alabama.
Il y est un éminent halfback de l'équipe entraînée par Wallace Wade (en). On le surnomme l'antilope de Dothan (The Dothan Antelope). Il est intronisé au College Football Hall of Fame en 1957. Pop Warner (en) a dit de lui qu'il était le joueur le plus rapide qu'il ait jamais vu.
Lors de la saison 1924, le Crimson ne perd qu'un seul match (chez les Colonels de Centre Praying (en)).
Ils remportent le titre de champion national lors de la saison 1925.
Lors du Rose Bowl de 1926 joué contre les Huskies de Washington (victoire 20 à 19), Brown est nommé le MVP du match après avoir inscrit deux des trois touchdowns de son équipe. Le Crimson Tide sera la première équipe du Sud à remporter le Rose Bowl. Depuis, il est fait référence à ce match comme celui qui a changé le Sud (The game that changed the South).
Brown est également sélectionné cette saison-là parmi l'équipe type du Sud du pays (All-Southern).
Récompenses et palmarès :
- Équipe type du Sud (All-Southern) en 1925 ;
- Champion de la conférence SoCon en 1924 et 1925 ;
- MVP du Rose Bowl 1926 ;
- Champion national saison 1925.

### Cinéma
Succès rapide
La beauté de Brown et sa puissante carrure lui valent d'apparaître en photo sur les boîtes de céréales « Wheaties ». Vite repéré par les studios de cinéma, on lui propose de passer des bouts d'essai, qu'il réussit et qui vont aboutir à une longue et fructueuse carrière à Hollywood.
En 1927, il signe un contrat de cinq ans avec le studio Metro-Goldwyn-Mayer (MGM). Il est l'objet de l'intérêt amoureux de la star du cinéma muet Mary Pickford dans son premier film parlant, Coquette (1929), film pour lequel l'actrice remporte un Oscar.
Il a des rôles mineurs jusqu'en 1930, date à laquelle il est choisi pour jouer le rôle principal dans le western de King Vidor, Billy the Kid au côté de Wallace Beery, qui incarne le shérif Pat Garrett. Sur l'affiche, son nom est placé au-dessus de celui de Wallace Beery ; il devient l'acteur le mieux payé de la MGM durant le trois années suivantes.
Toujours en 1930, Brown interprète le mari de Joan Crawford dans Montana Moon. Il tourne dans d'autres grands films, sous le nom de John Mack Brown, notamment dans Tribunal secret (1931) avec Wallace Beery, Jean Harlow et Clark Gable, ainsi que dans Le Dernier Vol (1931).
Le déclin
La MGM avait façonné Brown pour en faire l'homme de premier plan dans ses productions, jusqu'à ce le studio décide soudainement, en plein tournage de La Pécheresse (1931), de le remplacer par l'étoile montante Clark Gable ; toutes les scènes déjà filmées par Brown sont tournées à nouveau avec Clark Gable.
La MGM et le réalisateur W. S. Van Dyke font passer à Brown un bout d'essai pour le rôle de Tarzan pour leur film en préparation Tarzan, l'homme singe; Van Dyke juge que Brown n'est pas assez grand (malgré son mètre 80), et ce sera le nageur Johnny Weissmuller (1,90 m) qui obtiendra le rôle, qui fera son succès. Brown tourne alors dans des westerns à petit budget pour des producteurs indépendants ; il ne retrouvera jamais son ancien statut.
Star de série B
Brown finira par devenir l'un des meilleurs cowboys de films de série B et deviendra une star populaire du studio Universal Pictures en 1937.
Après avoir joué dans quatre films à épisodes (serial) en 1939, il lance une série de 29 westerns de série B au cours des quatre années suivantes, avec, dans le rôle de son acolyte comique, l'acteur Fuzzy Knight. Ceci est considéré comme l'apogée de sa carrière dans le genre western de série B. Ses westerns les plus marquants sont : Son of Roaring Dan, Raiders of San Joaquin et The Lone Star Trail (1944).
Fan de musique mexicaine, Brown incorpore dans ses films le guitariste Francisco Mayorga et les « Guadalajara Trio », comme dans Boss of Bullion City et The Masked Rider. Brown a également joué dans un serial de 1933 produit par le studio Mascot Pictures, Fighting with Kit Carson, et dans quatre serials pour le studio Universal : Rustlers of Red Dog, Wild West Days, Flaming Frontiers et The Oregon Trail
En 1943, Brown rejoint le modeste studio Monogram Pictures afin de remplacer leur cow-boy star, Buck Jones, mort quelques mois auparavant dans l'incendie du Cocoanut Grove. Le serial tourné par Brown pour Monogram Pictures connaît un un succès immédiat ; l'acteur jouera dans plus de soixante westerns au cours des dix années suivantes, y compris une série de vingt films dans lesquels il incarne "Nevada Jack McKenzie" aux côtés de Raymond Hatton, l'ancien acolyte de Buck Jones (et qui était auparavant celui de Wallace Beery) ; le premier Nevada Jack McKenzie est The Ghost Rider (1943). Au cours de l'année 1945, Brown tourne également pour Monogram Pictures deux films au budget plus important : Forever Yours et Flame of the West. Dans ces deux films, Brown apparait au générique sous son ancien nom du temps de ses premiers grands succès : John Mack Brown.
Lorsque, en 1952, le studio Monogram Pictures abandonne son nom de marque pour devenir Allied Artists, Johnny Mack Brown se retire du cinéma. Il revient plus de dix ans plus tard pour apparaître dans des rôles secondaires dans des westerns. 
L'acteur a tourné dans plus de 160 films entre 1927 et 1966, ainsi que dans quelques émissions de télévision, au cours d'une carrière de près de quarante ans.
Vie privée
Johnny Mack Brown a été marié à Cornelia Connie « Foster » (1906-1986), de 1926 jusqu'à son décès en 1974, à l'âge de 70 ans. Le couple a eu quatre enfants.
Hommages
- En 1969, de son vivant, Johnny Mack Brown est intronisé au musée des sports « Alabama Sports Hall of Fame Temple ».

- Chaque année, un festival de cinéma est organisé en son honneur dans sa ville natale, en Alabama.

- Pour sa contribution à l'industrie cinématographique, une étoile lui est décernée en 1960 sur le trottoir des célébrités du Hollywood Walk of Fame[6].

- Pour sa contribution au genre western, il reçoit, en 2004, à titre posthume, un Golden Boot Awards.

### Filmographie partielle

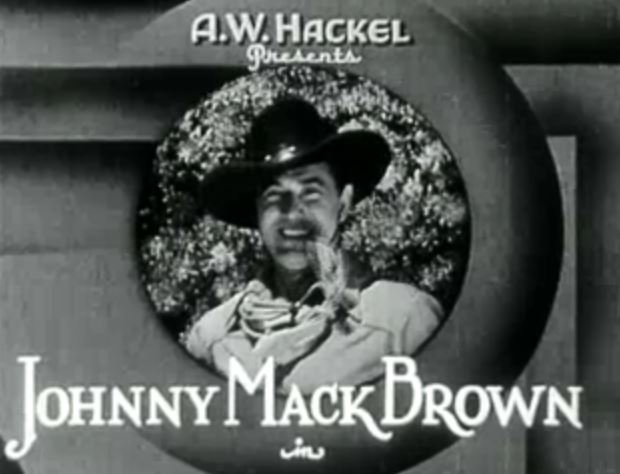
Johnny Mack Brown au générique de Rogue of the Range (1936).

- 1927 : Slide, Kelly, Slide de Edward Sedgwick : lui-même
- 1927 : Le Rappel (The Bugle Call) de Edward Sedgwick (non crédité)
- 1927 : Mockery de Benjamin Christensen : officier russe (non crédité)
- 1927 : L'Homme de la nuit (After Midnight) de Monta Bell : homme à la fête (non crédité)
- 1927 : Le Bel Âge (The Fair Co-Ed) de Sam Wood : Bob
- 1928 : Soft Living de James Tinling : Stockney Webb
- 1928 : Les Nouvelles Vierges (Our dancing daughters) de Harry Beaumont : Ben Blaine
- 1928 : Au fil de la vie (A Lady of Chance) de Robert Z. Leonard
- 1928 : La Femme divine (The Divine Woman) de Victor Sjöström : Jean Lery
- 1928 : Intrigues (A Woman of Affairs) de Clarence Brown : David Furness
- 1929 : Le Droit d'aimer (The Single Standard) de John Stuart Robertson : Tommy Hewlett
- 1929 : Je suis un assassin (The Valiant) de William K. Howard : Robert Ward
- 1929 : Coquette (id.) de Sam Taylor : Michael Jeffery
- 1929 : L'Idylle de la radio (Jazz Heaven)
- 1930 : Great Day de Harry Beaumont (inachevé)
- 1930 : Billy le Kid (Billy the Kid) de King Vidor : Billy le Kid
- 1930 : Montana Moon de Malcolm St. Clair : Larry
- 1931 : Le Dernier Vol (The Last Flight) de William Dieterle : Bill Talbot
- 1931 : The Great Meadow de Charles Brabin : Berk Jarvis
- 1932 : 70,000 Witnesses de Ralph Murphy : Wally Clark
- 1933 : Fighting with Kit Carson de Colbert Clark et Armand Schaefer : Kit Carson (serial)
- 1933 : Female de Michael Curtiz : Cooper
- 1933 : L'Irrésistible (Son of a Sailor) de Lloyd Bacon : 'Duke'
- 1934 : Three on a Honeymoon de James Tinling : Chuck Wells
- 1934 : Ce n'est pas un péché (Belle of the Nineties) de Leo McCarey : Brooks Claybourne
- 1935 : Rustlers of Red Dog de Lew Landers : Jack Wood (serial)
- 1936 : Rogue of the Range (en) de S. Roy Luby (en) : Dan Doran
- 1937 : La Ville du diable (Born to the West) de Charles Barton : Tom Fillmore
- 1937 : Une nation en marche (Wells Fargo) de Frank Lloyd : Talbot Carter
- 1939 : Chip of the Flying U de Ralph Staub : 'Chip' Bennett
- 1942 : Deux Nigauds cow-boys (Ride 'Em Cowboy) d'Arthur Lubin : Alabam' Brewster
- 1942 : La Cicatrice (The Silver Bullet) de Joseph H. Lewis
- 1943 : Symphonie loufoque ((Crazy House)) de Edward F. Cline : lui-même
- 1945 : L'Espoir de vivre (Forever Yours) de William Nigh : major Tex O'Connor
- 1951 : Alerte aux hors-la-loi (it) (Oklahoma Justice) de Lewis D. Collins : lui-même
- 1965 : Chasseur de primes (film, 1965) (The Bounty Killer) de Spencer Gordon Bennet : sheriff Green
- 1965 : Sur la piste des Apaches (Apache Uprising) de R. G. Springsteen : sheriff Ben Hall